# Абаев, Владимир Яковлевич
Влади́мир Я́ковлевич Аба́ев (24 октября 1938 — 14 февраля 2005, Петропавловск-Камчатский) — советский и российский партийный и государственный деятель, первый секретарь Камчатского обкома КПСС в 1990—1991 гг.

## Биография
В 1988—1990 гг. — второй секретарь Камчатского обкома КПСС.
В 1990—1991 гг. — первый секретарь Камчатского обкома КПСС.
В 1997—2002 гг. — председатель Контрольно-счетной палаты Камчатской области.